# Mesterszállás
Mesterszállás là một thị trấn thuộc hạt Jász-Nagykun-Szolnok, Hungary. Thị trấn này có diện tích 42,92 km², dân số năm 2010 là 698 người, mật độ 16 người/km².